# Casse dans la ville
Série
Black Caesar, le parrain de Harlem
(1973)
Pour plus de détails, voir Fiche technique et Distribution.
Casse dans la ville (Hell Up in Harlem) est un film de blaxploitation américain écrit et réalisé par Larry Cohen, sorti en 1973. Il s'agit de la suite directe de Black Caesar, le parrain de Harlem, sorti la même année.

## Synopsis
Laissé pour mort à la fin de Black Caesar, le parrain de Harlem, Tommy Gibbs a survécu grâce à l'intervention de son père qui a réussi à l'emmener à l'hôpital à temps tout en cachant des précieux documents dévoilant la corruption du procureur de New York Di Angelo et de plusieurs policiers. Mis en danger, Di Angelo a donc ordonné la mort de Gibbs. Ce dernier, toujours aidé par son père, font le ménage chez leurs ennemis en nettoyant les rues de Harlem et font un arrangement pacifique avec Di Angelo pour être blanchis des accusations portées contre eux par la police. Désormais, Gibbs pense à renoncer à l'illégalité lorsqu'il tombe amoureux de sœur Jennifer, une religieuse qui travaille avec le révérend Rufus, un ancien maquereau qui a trouvé la rédemption dans la religion.
Trois ans plus tard, Gibbs vit avec Jennifer et le fils d'Helen, Jason. Pourtant, l'un de ses hommes, Zach, lui apprend que son père, qui gère désormais le territoire de Harlem, a provoqué la mort de son ex-femme, Helen. En fait, Zach, qui l'a étranglée, veut les dresser l'un contre l'autre avec l'aide de Di Angelo pour accaparer son domaine. Lorsque son père décède d'une crise cardiaque lors d'une lutte avec Zach, Gibbs décide de reprendre les armes pour récupérer ce qui lui appartient, tout en tentant d'envoyer la liste des fonctionnaires corrompus à un procureur honnête. Mais surtout pour se venger de Di Angelo et de Zach.

## Fiche technique
- Titre : Casse dans la ville
- Titre original : Hell Up in Harlem
- Réalisation et scénario : Larry Cohen
- Montage : Franco Guerri et Peter Honess
- Musique : Edwin Starr
- Photographie : Fenton Hamilton
- Production : 	Samuel Z. Arkoff, Larry Cohen, James Dixon, Peter Sabiston et Janelle Webb
- Société de production et distribution : American International Pictures
- Pays de production :  États-Unis
- Langue originale : anglais
- Format : couleur
- Genre : blaxploitation
- Durée : 94 minutes
- Dates de sortie :
  - États-Unis : 16 décembre 1973
  - France : 6 juin 1976

## Distribution
- Fred Williamson : Tommy Gibbs
- Julius Harris : Papa Gibbs
- Gloria Hendry : Helen
- Margaret Avery : sœur Jennifer
- D'Urville Martin : révérend Rufus
- Tony King : Zach
- Gerald Gordon : DiAngelo
- Bobby Ramsen : Joe Frankfurter
- James Dixon : l'Irlandais
- Esther Sutherland : la cuisinière
- Charles MacGuire : Charles MacGregor